# Amadeu dos Anjos
Amadeu dos Anjos (Safurdão, Pinhel, 13 de março de 1942 - Sintra, 3 de maio de 2018) foi um matador de touros português.

## Biografia
Amadeu dos Anjos nasceu em 13 de março de 1942, na aldeia de Safurdão, concelho de Pinhel (distrito da Guarda).
Iniciou-se no toureio na Escola Arena, em Lisboa, onde foi ensinado por Augusto Gomes Júnior, Sebastião Saraiva e Júlio Procópio. A seguir partiu para Espanha afim de prosseguir a sua carreira.
Em 1962 debutava em Las Ventas, cumprindo nessa temporada sete atuações na monumental madrilenha, que chegou a esgotar, na tarde de 23 de setembro desse ano.
Na temporada de 1962 participou em 25 novilhadas e em 1963 recebeu uma cornada grave em Castellón que lhe travou um pouco o percurso terminando o ano com 31 novilhadas e já 4 corridas de touros.

"[...] o touro é dos animais mais inteligentes no que respeita à luta. Por isso mesmo é que ele só pode ser toureado uma vez. À segunda aprendeu mais que o toureiro. 

Amadeu dos Anjos (1965)
Amadeu dos Anjos recebeu a alternativa na praça de toiros de Salamanca, na Glorieta, a 13 de setembro de 1963, apadrinhado por Paco Camino, com o testemunho de Manuel Benítez "El Cordobés", frente a toiros de Alberto Cunhal Patrício. A 3 de maio de 1964 foi confirmá-la à arena de Las Ventas, Madrid.
Recebeu diversos prémios e triunfou em feiras taurinas em Espanha e em França, permanecendo como um dos matadores portugueses mais destacados.
Amadeu dos Anjos recebeu o Prémio Bordalo (1967), ou Prémio da Imprensa, como "Matador de Toiros" da categoria "Tauromaquia", tendo a Casa da Imprensa em 1968 que também distinguido nesta categoria o cavaleiro Luís Miguel da Veiga e o Cabo de Grupo de Forcados Joaquim Capoulas.
Foi instrutor de Pedrito de Portugal.
Em 2012, a RTP apresentou o documentário Matador Amadeu dos Anjos e Novilhada na Praça de Touros Carlos Relvas, inserido no programa Vamos aos Touros. Este trabalho focou-se especialmente nas origens do matador e na sua carreira em Espanha.
No ano em que cumpriu meio século da sua alternativa, Amadeu dos Anjos recebeu, em novembro de 2013, o Galardão Maestro José Falcão, entregue pelo Clube Taurino Vilafranquese, "pela sua trajectória como toureiro, quer como novilheiro quer como matador de toiros". Na mesma gala também foram distinguidos com o mesmo galardão o ganadero Fernando Palha, o cavaleiro José Samuel Lupi e do Grupo de Forcados Amadores do Aposento da Moita.